# سبنسر غاريت
سبنسر غاريت (بالإنجليزية: Spencer Garrett)‏ مواليد 19 سبتمبر 1963 في لوس أنجلوس، هو ممثل أمريكي بدأ مسيرته الفنية سنة 1989.

## الأعمال
- دالاس
- ستار تريك: الجيل التالي
- الغراب
- فاملي ماتتيرس
- أرض الميعاد
- جورج وجونغل
- سلاح الجو واحد
- ذا براكتيس
- ممسوس بملاك
- الملفات الغامضة
- ستار تريك: فوياجر
- جميلة ومذهلة
- سي اس آي: التحقيق في موقع الجريمة
- القاضية إيمي
- عبر جوردان
- دون أثر
- جاغ
- لاس فيغاس
- كولد كيس
- شكرا لك على التدخين

## روابط خارجية
- سبنسر غاريت على موقع IMDb (الإنجليزية)
- سبنسر غاريت على موقع أول موفي (الإنجليزية)
- سبنسر غاريت على موقع قاعدة بيانات الأفلام السويدية (السويدية)
- سبنسر غاريت على موقع قاعدة بيانات الفيلم (الإنجليزية)